# Lago Nueltin
O Lago Nueltin é um lago localizado na fronteira entre os territórios de Nunavut e de Manitoba, no Canadá.

## Descrição
Este lago localiza-se a 250 km a oeste da baía de Hudson, com a maior área do lago a encontrar-se em Nunavut. O Lago Nueltin é composto por uma série de canais que estabelecem a ligação entre as superfícies lagunares.
O lago tem uma área de água de 1851 km2.
O rio Thlewiaza é o principal afluente do lago, sendo também o curso de água que procede á drenagem do lago para a baía de Hudson.